# 12711 Tukmit
12711 Tukmit è un asteroide near-Earth di tipo Apollo. Scoperto nel 1991, presenta un'orbita caratterizzata da un semiasse maggiore pari a 1,1863501 au e da un'eccentricità di 0,2722036, inclinata di 38,48807° rispetto all'eclittica.